# Saxophon-Susi
Saxophon-Susi ist eine deutsche Stummfilmkomödie aus dem Jahre 1928 von Karl Lamac mit Anny Ondra und Mary Parker in den Hauptrollen.

## Handlung
Anni  von Aspen, Tochter aus gutem, adeligen Hause, hat Flausen im Kopf: Ohne genau zu wissen, wie die Showbiz-Welt aussieht, möchte sie unbedingt Tänzerin werden. Dabei orientiert sie sich an ihrer Freundin Susi Hille, die als Showgirl an der städtischen Revuebühne auftritt. Doch wider Erwarten hasst Susi ihren Beruf, denn sie würde viel lieber etwas „Anständiges“ lernen und später einmal als Lehrerin arbeiten. Lediglich ihrem Vater zuliebe, der an ihrem Arbeitsplatz als Theaterheizer arbeitet, schwingt sie noch das Tanzbein. Baron von Aspen ist alles andere als begeistert bezüglich des, wie er findet, verrückten Berufswunsches seiner temperamentvollen Tochter und plant, Anni nach London in ein Mädchenpensionat für höhere Töchter zu schicken. Zur selben Zeit geht auch Susi in die britische Hauptstadt, um nolens volens ihre Tanzkünste dort zu verfeinern. Beide sind mit ihrem Schicksal derart unzufrieden und sehnen sich nach dem Leben der Anderen, dass ihnen die Idee kommt, nicht nur die Klamotten und die Destination, sondern auch gleich beider Leben zu tauschen.
An der Seite zweier Gentlemen beginnen nun die beiden deutschen Mädchen, das Leben der jeweils anderen zu genießen. Susis Begleiter erweist sich als ebenso ernsthafter Mensch, beinah ein Philosoph, wie sie, und die Zwei feiern heimlich Verlobung. Und aus Anni, die Showverrückte wird schließlich Saxophon-Susi, die sich in den eleganten Lord Herbert Southcliffe verliebt. Eines Tages heißt es für alle Heimkehr, und nun entspinnen sich eine Reihe von Verwechslungen, die darauf fußen, dass zwei komplett vertauschte und ineinander verwobene Leben wieder entzerrt und entflochten werden müssen, damit die jeweiligen Eltern, die von Aspens ebenso wie die Theaterleute Franz Hille nebst Gattin, die als Garderobiere an Susis Theater arbeitet, nicht den Schock ihres Lebens bekommen. Schließlich können die Eltern überzeugt werden, und zwei junge Paare feiern den Bund des Lebens.

## Produktionsnotizen
Saxophon-Susi entstand im März/April 1928 im Jofa-Atelier, passierte am 24. Mai desselben Jahres die Filmzensur und wurde am 1. November 1928 in Berlins Alhambra-Kino am Kurfürstendamm erstaufgeführt. Die Länge des mit Jugendverbot belegten Sechsakters betrug 2746 Meter. 
Carl L. Kirmse entwarf die Filmbauten.

## Kritik
Das Illustrierte Kronen Zeitung befand: „Anny Ondra erweist sich mal wieder als launige, komische Soubrette mit groteskem Einschlag. (…). Karl Lamac, der den von durchwegs animierten Darstellern gestalteten Film inszeniert hat, schüttelte die Regiescherze förmlich aus dem Aermel“.